# Meta Wellmer
Meta Wellmer (* 18. Dezember 1826 (nach anderen Angaben 1832) in Leonrod (Dietenhofen); † 1. August 1889 in Ebersdorf) war eine deutsche Schriftstellerin.

## Leben
Sie war die Tochter der ledigen Weber- und Bürgermeisterstochter Eva Margaretha Wirth aus Leonrod, die 1830 den Brauereipächter Johann Geck in Deberndorf heiratete. Über den Vater macht das Taufbuch keine Angaben.  Wahrscheinlich dürfte er jedoch der Jurist, Sachbuchautor und satirische Schriftsteller Michael Ludwig Wellmer gewesen sein, der sie adoptierte und für ihre sorgfältige Erziehung und Ausbildung sorgte. Meta Wellmer war in dem Lehrerinnenseminar von Droyßig ausgebildet worden und arbeitete als Lehrerin in Deutschland, der Schweiz, Paris, London, Madrid und Rom. Den größten Teil ihres Lebens aber wirkte sie als Erzieherin in der Herrnhuter Brüdergemeine in Ebersdorf.
Sie war Autorin sowohl belletristischer Werke als auch von Arbeiten zu Fragen der Erziehung, Ernährung und Frauenrechte. So forderte sie zwischen 1872 und 1877 eine eigenständige und auch touristische Infrastruktur für alleinreisende Frauen. Eine Agitation die zumindest anfänglich auch im Ausland wohlwollende Beachtung fand.
Außerdem veröffentlichte sie Geistergeschichten und Artikel zu Themen des Spiritismus und Okkultismus, einige davon erschienen in der theosophischen Zeitschrift Sphinx.
Laut Franz Brümmer war Wellmer seit 1869 Vegetarierin und trat für den Tierschutz ein. Wellmer selbst schrieb am 8. Februar 1875 an Friedrich Nietzsche, dass sie vor neun Jahren (also 1866) die vegetarische Lebensweise als einzig sittliche und humane erkannte und alsbald Vegetarierin geworden sei. Doch setzte sie sich auch kritisch mit den Motiven verschiedener Anhänger des Vegetarismus auseinander. Insbesondere bezeichnete sie den Religionsphilosophen Georg Friedrich Daumer als einen exzentrischen und fanatischen Anhänger, der Wellmer in einer öffentlichen Stellungnahme antwortete. Spätestens 1878 beteiligte sich Wellmer an der Kooperation zwischen Tierschutz- und Vegetariervereinen, was laut dem Gründervater des modernen deutschen Vegetarismus Eduard Baltzer ein unterstützenswertes Unterfangen war. Nach ihrem Tod wurde sie vom Vereinsblatt der Vegetarier mit mehreren Nachrufen bedacht und als „unermüdlich thätige Vorkämpferin“ bezeichnet.

## Werke (Auswahl)
- M. Wirth (Pseudonym): Theophile. Eine Erzählung. Halle 1862 (2. Aufl. 1876).
- Weibliche Bildung in Deutschland. In: Über Land und Meer, Stuttgart 1864. Heft 45, S. 711–712 und Heft 52, S. 822–823
- Erinnerungen an Pater Hyacinthe. In: Nürnberger Tagblatt, Nr. 64 vom 3. Dezember 1869. Digitalisat
- Die Vegetarianer. In: Ernst Dohm, Julius Rodenberg (Hrsg.): Salon für Literatur, Kunst und Gesellschaft. Band 6, Verlag A. H. Payne, Leipzig 1870, S. 618–624
- Frankreichs Frauen. In: Ernst Dohm, Julius Rodenberg (Hrsg.): Salon für Literatur, Kunst und Gesellschaft. Band 8, Leipzig 1871, S. 495–504
- Patriotismus und Heimweh. In: Die Frauenwelt, 15. Dezember 1872, S. 275
- Geistergeschichten aus neuerer Zeit. Nordhausen 1875. Darin enthalten: Über den Wunderglauben. – Aus Paris. – Aus dem Jahre 1686. – Die Geistergeschichte des Fräulein Bertha von K. – Zwei Freundinnen. – Der Geist der Mutter. – Der Traum der Gräfin Montléard. – Der Fluch. – Vom Tode erwacht. – Geisterseher. – Eigene Erfahrungen.
- Deutsche Erzieherinnen und deren Wirkungskreis. Leipzig 1877.
- Wo reisen wir hin? In: Quellwasser fürs deutsche Haus, Nr. 31 vom 29. April 1877, S. 252–55
- Die vegetarische Lebensweise und die Vegetarier. Cöthen 1878. Dritte erweiterte und verbesserte Auflage, Berlin 1889.
- Das Verhältniß des Kindes zur Thierwelt. Ein Beitrag zur Gemüthsbildung. München 1878. Digitalisat
- Mein Besuch bei Thomas Carlyle. In: Europa, Nr. 33, 1879. S. 1546-1554
- Die Dame und die Gesellschaft. In: Der Salon für Literatur, Kunst und Gesellschaft, Band 1, Leipzig 1879. S. 455–461
- Etwas vom guten Ton. In: Der Salon für Literatur Kunst und Gesellschaft, Band 2, Leipzig 1880. Seite 921–925
- Unsere Zeitungen und unsere Jugend. In: Allgemeine Deutsche Lehrerzeitung, Heft 32, 8. August 1880. S. 277–278
- Die Härte des Luxus. In: Bayreuther Blätter. Monatschrift des Bayreuther Patronatvereines, 5. Jahrgang, November/Dezember 1882, S. 370–379. Digitalisat
- Gedichte. Zürich 1883.